# Cultura de Moçambic
La cultura de Moçambic és en gran part derivada de la seva història de govern bantu, suahili i portuguès, i s'ha expandit des de la seva independència en 1975. La majoria dels seus habitants són negres africans. El seu idioma principal és el portuguès. La seva religió principal és el catolicisme, però només al voltant del 40% dels habitants són cristians. Té una rica història en les àrees d'art, la gastronomia i l'entreteniment.

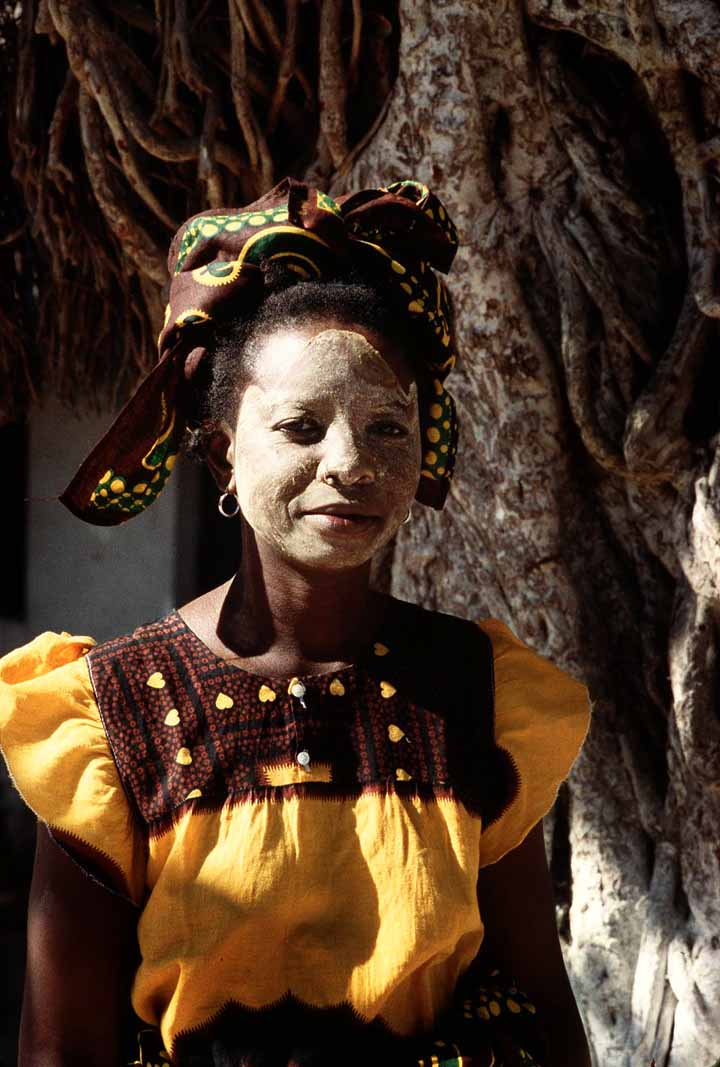
Dona de Moçambic amb decoració tradicional.

## Pobles
Els principals grups ètnics de Moçambic són Makhuwa, Tsonga, Makonde, Shangaan, Shona, Sena, Ndau, i altres grups indígenes. Hi ha aproximadament 45.000 europeus i 15.000 asiàtics del sud. Els principals grups religiosos a Moçambic són cristians (57%), musulmans (20%), religions natives d'Àfrica, i altres creences.
La salut és una preocupació expansiva a Moçambic. Amb recursos i fons limitats, les perspectives de vida dels moçambiquesos són relativament baixes quan es comparen amb altres nacions, i comparables en comparació amb els estats veïns. La taxa de mortalitat infantil per a l'any 2016, s'ha calculat en 67.9/1,000. T L'esperança de vida global és aproximadament 55 anys. El 81 % de la població treballa en l'agricultura, el 6 % en la indústria i el 13 % en el sector terciari

## Llengües
la llengua oficial és el portuguès, però l'anglès és àmpliament parlat a les principals ciutats com Maputo i Beira. Encara que l'idioma oficial és el portuguès, la majoria de la població no parla portuguès ni el considera la seva llengua materna. D'acord amb el cens de 1997, només el 10,7% dels moçambiquesos parlava portuguès com a llengua materna. Les altres llengües parlades a Moçambic són Emakhuwa (25.3%), Xichangana (10.3%), Cisena (7.5%), Elomwe (7%), Echuwabo (5.1%), i una varietat d'altres llengües.

## Religió i educació
La majoria dels moçambiquesos practiquen les creences natives i són cristians, majoritàriament catòlics i alguns protestants. El cristianisme és una influència portuguesa. Uns pocs musulmans (majoritàriament àrabs i negres a la part nord del país), budistes (majoritàriament mahayana i xinesos), i hindús també són importants.
Només un terç dels moçambiquesos majors de quinze anys són capaços de llegir i escriure. L'ensenyament primari a Moçambic és lliure. No obstant això, l'educació secundària no és lliure. El 1995, al voltant dels 60% dels nens en edat escolar van assistir a l'escola primària. Un percentatge molt petit d'aquests estudiants, al voltant del 7%, passà a l'escola secundària i hi havia aproximadament set mil estudiants que van assistir a una de les tres institucions de nivell superior.

## Arts
La música de Moçambic pot servir per a molts propòsits, que van des de l'expressió religiosa a les cerimònies tradicionals. Els instruments musicals són generalment fets a mà. Alguns dels instruments utilitzats en l'expressió musical de Moçambic inclouen tambors fet de fusta i pell d'animal; el lupembe, un instrument de vent fet de banyes d'animals o de fusta; i la marimba, que és una mena de xilòfon originari de Moçambic. La marimba és un instrument popular entre els chopis de la costa sud central que són famosos per la seva habilitat musical i per la dansa. Altres tipus de música són populars a Moçambic com la marrabenta i altres formes de música lusòfona com fado, samba, bossa nova i maxixe (amb orígens de  Maxixe i Kizomba).
Els macondes són reconeguts per les seves talles de fusta i elaborades màscares que s'utilitzen comunament en els balls rituals. Hi ha dos tipus diferents de talles de fusta. Els Shetani (esperits malignes), que estan tallats majoritàriament de banús, alt, elegant i amb símbols corbats i cares no representatives. Les Ujamaa són les talles de tipus tòtem que il·lustren les cares reals de les persones i diverses figures. Aquestes escultures es refereixen generalment com a "arbres genealògics", ja que expliquen històries de moltes generacions.
Durant els últims anys del període colonial, l'art de Moçambic reflecteix l'opressió per la potència colonial, i es va convertir en símbol de la resistència. Després de la independència el 1975, l'art modern va entrar en una nova fase. Els dos artistes de Moçambic contemporanis més coneguts i més influents són el pintor Malangatana Ngwenya i l'escultor Alberto Chissano. També una gran quantitat d'art posterior a la independència durant els anys 1980 i 1990 reflecteix la lluita política, la guerra civil, el sofriment, la fam, i la lluita.
Les danses són generalment complexes, amb tradicions molt desenvolupades al llarg de Moçambic. Hi ha molts tipus diferents de balls d'una tribu que solen ser de naturalesa ritual. Els chopis, per exemple, duen terme batalles vestits amb pells d'animals. Els omes macua vesteixen amb vestits de colors i màscares mentre es balla sobre puntals arreu del poble durant hores. Grups de dones en la part nord del país realitzen una dansa tradicional anomenada tufo, per celebrar les festes Islamiques.

## Cuina
La cuina de Moçambic és rica i variada, reflecteix tant les seves arrels tradicionals com les influències externes. Són habituals els saborosos guisats picants que es mengen amb arròs o farina de blat de moro cuit al vapor. Amb la seva costa i rica pesca, el peix és una part fonamental de la dieta nacional. El país és famós pels seus mariscs, com les gambes i crancs de riu, i la seva combinació de plats de marisc amb la salsa picant Piri-Piri (que es tradueix literalment com a "picant-picant"). Un guisat particular que no té influència portuguesa és el matapa, que es fa generalment amb les fulles de iuca, anacards, crancs, gambetes i llet de coco. Un altre plat important és el pollastre piri piri, que és pollastre a la graella banyat en salsa piri piri i se serveix amb patates fregides.
Igual que els seus veïns africans, Moçambic també és beneït amb una àmplia varietat de fruites, incloent productes cítrics (com taronges i aranges), plàtans, mangos i cocos, que són gaudits per tota la nació.

## Entreteniment
El futbol (portuguès: futebol) és l'esport més popular a Moçambic. Les principals emissores de televisió són Televisão de Moçambique, YTV, i RTP África; les emissores portugueses RTP Internacional, SIC Internacional, SIC Notícias, MTV Portugal, Disney Channel Portugal, SuperSport 7, TSN, i Euronews; i les brasilenyes TV Globo International i TV Record.

## Possessió d'esperits
Un nou fenomen de possessió de l'esperit va aparèixer després de la guerra civil de Moçambic. Aquests esperits, anomenats gamba, són identificats amb els soldats morts, i posseeixen majoritàriament dones. Abans de la guerra, la possessió d'esperits es limitava a certes famílies i va ser menys freqüent.